# 金子隆浩
金子 隆浩（かねこ たかひろ、1994年8月30日 - ）は、東京都足立区出身の元プロ野球選手（捕手）。

## 経歴
足立区立第十三中学校卒業後、東海大学付属高輪台高等学校に進学。在学中は甲子園大会には出場できなかった。
高校卒業後は付属からの推薦入学で東海大学体育学部へと進学する。東海大学硬式野球部に入部を希望していたが、同部はセレクションを通過した者でないと高校野球経験者であっても入部できないという縛りが設けられていた。金子は出身校が甲子園未出場だったために野球部への推薦枠を持っておらず、大学合格後にそれを知ったことから野球部に所属できないまま入学した。大学時代は外部のクラブチーム・REVENGE99に所属しながら野球を続け、トレーナーの勉強をおこなっていた。大学時代の同級生にバレーボール日本代表経験のある久原翼がいる
大学卒業後はニュージーランドへ渡る。現地のクラブチーム・North Shore City Baseball Clubに所属して1年半ほどプレーを続けた。創設されたばかりのプロ野球チーム・オークランド・トゥアタラのテストを受け、練習生を経てロースター入りした。オークランドでは2試合に出場したが、ジーロング・コリア戦で相手チーム選手のスライディングで足に怪我を負わされ、約2ヶ月で解雇となる。だが、オークランドに選手を派遣していた千葉ロッテマリーンズコーチの清水直行から独立リーグのトライアウト受験を勧められ、2019年2月の四国アイランドリーグplusのトライアウトに応募、リーグのドラフトで高知ファイティングドッグスより指名を受けて、入団した。2019年のシーズン終了後に退団。
2020年シーズンからは沖縄県に初めて創設されたプロ野球チーム・琉球ブルーオーシャンズに入団。2021年9月末日をもって、契約満了により琉球を自由契約となった。退団にあたり、琉球への所属期間について「非常に濃密な2年間を過ごせた」とコメントしている。2021年の成績は17試合の出場で22打席に立ち、打率.238だった。
琉球退団報告時に、自身のSNSで野球を続ける旨を綴り、2021年12月2日、ベースボール・チャレンジ・リーグの茨城アストロプラネッツに練習生として加入することが発表された。2022年開幕後の5月14日に契約選手に移行したが、6月23日に練習生契約に再移行した。再度契約選手に移行することなく、10月24日に自由契約による退団が発表された。

## 詳細情報

### 独立リーグでの打撃成績
| 年 度    | 球 団    | 試 合 | 打 席 | 打 数 | 得 点 | 安 打 | 二 塁 打 | 三 塁 打 | 本 塁 打 | 塁 打 | 打 点 | 盗 塁 | 盗 塁 死 | 犠 打 | 犠 飛 | 四 球 | 敬 遠 | 死 球 | 三 振 | 併 殺 打 | 打 率 | 出 塁 率 | 長 打 率 | O P S |
| -------- | -------- | ----- | ----- | ----- | ----- | ----- | -------- | -------- | -------- | ----- | ----- | ----- | -------- | ----- | ----- | ----- | ----- | ----- | ----- | -------- | ----- | -------- | -------- | ----- |
| 2019     | 高知     | 50    | 104   | 87    | 3     | 11    | 1        | 0        | 0        | 12    | 5     | 0     | 2        | 6     | 0     | 11    | -     | 0     | 30    | 3        | .126  | .224     | .138     | .362  |
| 2022     | 茨城     | 4     | 1     | 1     | 0     | 0     | 0        | 0        | 0        | 0     | 0     | 0     | 0        | 0     | 0     | 0     | -     | 0     | 0     | 0        | .000  | .000     | .000     | .000  |
| IL：1年  | IL：1年  | 50    | 104   | 87    | 3     | 11    | 1        | 0        | 0        | 12    | 5     | 0     | 2        | 6     | 0     | 11    | -     | 0     | 30    | 3        | .126  | .224     | .138     | .362  |
| BCL：1年 | BCL：1年 | 4     | 1     | 1     | 0     | 0     | 0        | 0        | 0        | 0     | 0     | 0     | 0        | 0     | 0     | 0     | -     | 0     | 0     | 0        | .000  | .000     | .000     | .000  |

- 2022年度シーズン終了時

### ウィンターリーグでの打撃成績
| 年 度     | 球 団      | 試 合 | 打 席 | 打 数 | 得 点 | 安 打 | 二 塁 打 | 三 塁 打 | 本 塁 打 | 塁 打 | 打 点 | 盗 塁 | 盗 塁 死 | 犠 打 | 犠 飛 | 四 球 | 敬 遠 | 死 球 | 三 振 | 併 殺 打 | 打 率 | 出 塁 率 | 長 打 率 | O P S |
| --------- | ---------- | ----- | ----- | ----- | ----- | ----- | -------- | -------- | -------- | ----- | ----- | ----- | -------- | ----- | ----- | ----- | ----- | ----- | ----- | -------- | ----- | -------- | -------- | ----- |
| 2018-2019 | トゥアタラ | 2     | 5     | 5     | 0     | 0     | 0        | 0        | 0        | 0     | 0     | 0     | 0        | 0     | 0     | 0     | 0     | 0     | 3     | 0        | .000  | .000     | .000     | .000  |
| ABL：1年  | ABL：1年   | 2     | 5     | 5     | 0     | 0     | 0        | 0        | 0        | 0     | 0     | 0     | 0        | 0     | 0     | 0     | 0     | 0     | 3     | 0        | .000  | .000     | .000     | .000  |

### 背番号
- 7 （2018年）
- 13 （2019年）
- 39 （2020年 - 2021年）
- 23 （2022年）